# Potjevleesch
Il potjevleesch (anche potjevleisch) è un piatto tipico del Belgio e di alcune parti del nord-est della Francia. Il suo nome, in lingua fiamminga, significa letteralmente "piccola pentola di carne"; in Belgio viene anche chiamato potjevlees.
È una pietanza originaria delle Fiandre, in particolare delle città di Furnes e Dunkerque.
Si tratta di un insieme di carni di quattro tipi diversi: pollo, coniglio, maiale e vitello, cotti insieme e successivamente racchiusi in gelatina, secondo la tecnica dell'aspic. Il piatto viene servito freddo, accompagnato da patatine fritte.
Si tratta di un piatto molto antico, tanto è vero che la sua ricetta può essere rinvenuta nel Viandier, ricettario medioevale risalente al XIV secolo attribuito al cuoco Guillaume Tirel.